# Luca Bigazzi
Luca Bigazzi (Milano, 9 dicembre 1958) è un direttore della fotografia italiano.
Detiene attualmente il record di vittorie del David di Donatello per il miglior direttore della fotografia con sette premi, del Nastro d'argento alla migliore fotografia con otto riconoscimenti e del Ciak d'oro per la migliore fotografia con dieci premi, ed è anche il primo direttore della fotografia italiano ad essere stato candidato al Primetime Emmy Awards nella categoria Miglior fotografia per una miniserie o film per la serie televisiva The Young Pope, ideata da Paolo Sorrentino.

## Carriera
Inizia a lavorare nel campo pubblicitario nel 1977 come aiuto regista e parallelamente coltiva la sua passione per la fotografia. Approda al cinema nel 1983 e il suo esordio come direttore della fotografia avviene con Silvio Soldini, nel film Paesaggio con figure, presentato al Festival di Locarno. A poco a poco si dedica sempre di più al cinema, abbandonando il campo pubblicitario. Il sodalizio con Soldini continuerà per molti altri film, con lui vince il David di Donatello per il miglior direttore della fotografia nel 1999 per Pane e tulipani. Nel 1994 è chiamato da Gianni Amelio per Lamerica con cui vince un David di Donatello e un Nastro d'argento. Nel 1999 per Così ridevano di Gianni Amelio e  L'albero delle pere di Francesca Archibugi vince l'Osella d'oro a Venezia. Collabora anche con Mario Martone, Giuseppe Piccioni, Ciprì e Maresco.
Curerà in seguito la fotografia dei film di Paolo Sorrentino a partire da Le conseguenze dell'amore, con cui vince nel 2005 il Nastro d'argento, poi L'amico di famiglia (2006),  Il divo (2008), This Must Be the Place (2011), con cui vince il David di Donatello per il miglior direttore della fotografia nel 2012, La grande bellezza, vincitore dell'Oscar come miglior film straniero nel 2014, e infine Youth - La giovinezza, miglior film agli European Film Awards nel 2015.
Collabora anche con Francesca Comencini, nel 2001 in Le parole di mio padre, poi con l'ideazione del documentario Carlo Giuliani, ragazzo, presentato fuori concorso al Festival di Cannes del 2002, sulla vittima degli incidenti avvenuti a Genova durante la manifestazione contro il G8 del 20 luglio 2001.

## Filmografia
- Paesaggio con figure, regia di Silvio Soldini (1983)
- Giulia in ottobre, regia di Silvio Soldini (1984)
- Cuore in gola, regia di Stefania Casini (1988)
- Antonio e Cleo, regia di Silvio Soldini, e Sarabanda finale, regia di Daniele Segre, episodi del film Provvisorio quasi d'amore (1988)
- L'aria serena dell'ovest, regia di Silvio Soldini (1990)
- Morte di un matematico napoletano, regia di Mario Martone (1991)
- Ultimo respiro, regia di Felice Farina (1992)
- Manila Paloma Blanca, regia di Daniele Segre (1992)
- Nero, regia di Giancarlo Soldi (1992)
- Un'anima divisa in due, regia di Silvio Soldini (1993)
- Miracoli. Storie per corti, regia di Silvio Soldini (1994)
- Lamerica, regia di Gianni Amelio (1995)
- Lo zio di Brooklyn, regia di Ciprì e Maresco (1995)
- L'amore molesto, regia di Mario Martone (1995)
- Un eroe borghese, regia di Michele Placido (1995)
- Luna e l'altra, regia di Maurizio Nichetti (1996)
- Correre contro, regia di Antonio Tibaldi (1996)
- I vesuviani, regia di Pappi Corsicato (1997)
- Testimone a rischio, regia di Pasquale Pozzessere (1997)
- Le acrobate, regia di Silvio Soldini (1997)
- Così ridevano, regia di Gianni Amelio (1998)
- Totò che visse due volte, regia di Ciprì e Maresco (1998)
- Fuori dal mondo, regia di Giuseppe Piccioni (1998)
- L'albero delle pere, regia di Francesca Archibugi (1998)
- Pane e tulipani, regia di Silvio Soldini (1999)
- Tipota, regia di Fabrizio Bentivoglio (1999)
- Preferisco il rumore del mare, regia di Mimmo Calopresti (1999)
- Questo è il giardino, regia di Davide Maderna (1999)
- Domani, regia di Francesca Archibugi (2001)
- Le parole di mio padre, regia di Francesca Comencini (2001)
- Brucio nel vento, regia di Silvio Soldini (2002)
- Un viaggio chiamato amore, regia di Michele Placido (2002)
- Le conseguenze dell'amore, regia di Paolo Sorrentino (2004)
- Le chiavi di casa, regia di Gianni Amelio (2004)
- L'amore ritrovato, regia di Carlo Mazzacurati (2004)
- Mi piace lavorare (Mobbing), regia di Francesca Comencini (2004)
- Ovunque sei, regia di Michele Placido (2004)
- Romanzo criminale, regia di Michele Placido (2005)
- La guerra di Mario, regia di Antonio Capuano (2005)
- A casa nostra, regia di Francesca Comencini (2006)
- La stella che non c'è, regia di Gianni Amelio (2006)
- L'amico di famiglia, regia di Paolo Sorrentino (2006)
- La giusta distanza, regia di Carlo Mazzacurati (2007)
- L'ora di punta, regia di Vincenzo Marra (2007)
- Il divo, regia di Paolo Sorrentino (2008)
- Fuga dal call center, regia di Federico Rizzo (2008)
- Giulia non esce la sera , regia di Giuseppe Piccioni (2009)
- Magari le cose cambiano, regia di Andrea Segre (2009)
- Lo spazio bianco, regia di Francesca Comencini (2009)
- Copia conforme, regia di Abbas Kiarostami (2010)
- La passione, regia di Carlo Mazzacurati (2010)
- Il gioiellino, regia di Andrea Molaioli (2011)
- This Must Be the Place, regia di Paolo Sorrentino (2011)
- Io sono Li, regia di Andrea Segre (2011)
- La kryptonite nella borsa, regia di Ivan Cotroneo (2011)
- Medici con l'Africa, regia di Carlo Mazzacurati (2012)
- L'intervallo, regia di Leonardo Di Costanzo (2012)
- Un giorno speciale, regia di Francesca Comencini (2012)
- La grande bellezza, regia di Paolo Sorrentino (2013)
- L'intrepido, regia di Gianni Amelio (2013)
- La prima neve, regia di Andrea Segre (2013)
- Il Natale della mamma imperfetta, regia di Ivan Cotroneo (2013)
- La sedia della felicità, regia di Carlo Mazzacurati (2013)
- Nessuno siamo perfetti, regia di Giancarlo Soldi (2015)
- Youth - La giovinezza, regia di Paolo Sorrentino (2015)
- Viva la sposa, regia di Ascanio Celestini (2015)
- Un bacio, regia di Ivan Cotroneo (2015)
- The Young Pope, regia di Paolo Sorrentino (2016) - Serie TV
- La tenerezza, regia di Gianni Amelio (2017)
- Sicilian Ghost Story, regia di Fabio Grassadonia e Antonio Piazza (2017)
- Ella & John - The Leisure Seeker, regia di Paolo Virzì (2017)
- Loro, regia di Paolo Sorrentino (2018)
- Io sono Tempesta, regia di Daniele Luchetti (2018)
- The New Pope, regia di Paolo Sorrentino (2019) - Serie TV
- La Compagnia del Cigno, regia di Ivan Cotroneo (2019) - Serie TV
- Lady Macbeth of Mtsensk, regia di Fanny Ardant (2019) - Opera Lirica
- Ariaferma, regia di Leonardo Di Costanzo (2021)
- Siccità, regia di Paolo Virzì (2022)
- Il colibrì, regia di Francesca Archibugi (2022)
- Amusia, regia di Marescotti Ruspoli (2023)
- La Storia, regia di Francesca Archibugi - serie TV (2024)
- Iddu - L'ultimo padrino,  regia di Fabio Grassadonia e Antonio Piazza (2024)
- Il tempo che ci vuole, regia di Francesca Comencini (2024)
- Elisa, regia di Leonardo Di Costanzo (2025)

## Premi e riconoscimenti
- Primetime Emmy Awards 2017 : candidato a Miglior fotografia per una miniserie o film per The Young Pope di Paolo Sorrentino
- Festival di Cannes - Vulcain Prize for the Technical Artist
  - 2008: Il divo di Paolo Sorrentino
- David di Donatello per il miglior direttore della fotografia
  - 1993: Candidatura Morte di un matematico napoletano di Mario Martone
  - 1994: Candidatura Un'anima divisa in due di Silvio Soldini
  - 1995: Candidatura L'amore molesto di Mario Martone
  - 1995: Lamerica di Gianni Amelio
  - 1998: Candidatura Le acrobate di Silvio Soldini
  - 1999: Candidatura Così ridevano di Gianni Amelio
  - 2000: Pane e tulipani di Silvio Soldini
  - 2002: Candidatura Brucio nel vento di Silvio Soldini
  - 2005: Le conseguenze dell'amore di Paolo Sorrentino
  - 2006: Romanzo criminale di Michele Placido
  - 2007: Candidatura L'amico di famiglia di Paolo Sorrentino
  - 2008: Candidatura La giusta distanza di Carlo Mazzacurati
  - 2009: Il divo di Paolo Sorrentino
  - 2011: Candidatura Il gioiellino di Andrea Molaioli
  - 2012: This Must Be the Place di Paolo Sorrentino
  - 2014: La grande bellezza di Paolo Sorrentino
  - 2016: Candidatura Youth - La giovinezza (Youth) di Paolo Sorrentino
  - 2018: Candidatura Sicilian Ghost Story di Fabio Grassadonia e Antonio Piazza
  - 2022: Candidatura Ariaferma di Leonardo Di Costanzo
- Nastro d'argento alla migliore fotografia
  - 1993: Candidatura Morte di un matematico napoletano di Mario Martone
  - 1995: Lamerica di Gianni Amelio
  - 1996: Candidatura L'amore molesto di Mario Martone
  - 1999: Candidatura Così ridevano di Gianni Amelio
  - 2000: Candidatura Pane e tulipani di Silvio Soldini e Questo è il giardino di Giovanni Davide Maderna
  - 2002: Brucio nel vento di Silvio Soldini
  - 2003: Candidatura Un viaggio chiamato amore di Michele Placido
  - 2005: Le chiavi di casa di Gianni Amelio, Le conseguenze dell'amore di Paolo Sorrentino, Ovunque sei di Michele Placido
  - 2006: Candidatura Romanzo criminale di Michele Placido
  - 2007: Candidatura L'amico di famiglia di Paolo Sorrentino e La stella che non c'èdi Gianni Amelio
  - 2009: Candidatura Il divo di Paolo Sorrentino
  - 2012: This Must Be the Place di Paolo Sorrentino
  - 2013: La grande bellezza di Paolo Sorrentino, L'intervallo di Leonardo Di Costanzo e Un giorno speciale di Francesca Comencini
  - 2015: Youth - La giovinezza (Youth) di Paolo Sorrentino
  - 2017: La tenerezza di Gianni Amelio e Sicilian Ghost Story di Fabio Grassadonia e Antonio Piazza
  - 2018: Candidatura Ella & John - The Leisure Seeker (The Leisure Seeker) di Paolo Virzì e Loro di Paolo Sorrentino
  - 2022: Ariaferma di Leonardo Di Costanzo
- Premio Giuseppe Rotunno (Bif&st) per il miglior direttore della fotografia
  - 2009: Il divo di Paolo Sorrentino
  - 2010: Lo spazio bianco di Francesca Comencini
  - 2012: Io sono Li di Andrea Segre, This Must Be the Place di Paolo Sorrentino e Il gioiellino di Andrea Molaioli
- Ciak d'oro alla migliore fotografia
  - 1993: Morte di un matematico napoletano di Mario Martone[1]
  - 1993: Candidatura Nero di Giancarlo Soldi
  - 1994: Candidatura Un'anima divisa in due di Silvio Soldini
  - 1995: Lamerica di Gianni Amelio[2]
  - 1996: L'amore molesto di Mario Martone e Lo zio di Brooklyn di Daniele Ciprì e Franco Maresco[3]
  - 1999: Così ridevano di Gianni Amelio e Fuori dal mondo di Giuseppe Piccioni[2]
  - 2000: Pane e tulipani di Silvio Soldini
  - 2005: Candidatura Le conseguenze dell'amore di Paolo Sorrentino e Le chiavi di casa di Gianni Amelio
  - 2006: Candidatura Romanzo criminale di Michele Placido e Il caimano di Nanni Moretti
  - 2007: L'amico di famiglia di Paolo Sorrentino e La stella che non c'è di Gianni Amelio[4]
  - 2008: Candidatura La giusta distanza di Carlo Mazzacurati
  - 2009: Candidatura Il divo di Paolo Sorrentino
  - 2012: This Must Be the Place di Paolo Sorrentino, Io sono Li di Andrea Segre e La kryptonite nella borsa di Ivan Cotroneo[5]
  - 2014: La grande bellezza di Paolo Sorrentino[6]
  - 2016: Youth - La giovinezza (Youth) di Paolo Sorrentino[7]
  - 2017: Candidatura La tenerezza di Gianni Amelio
  - 2018: Sicilian Ghost Story di Fabio Grassadonia e Antonio Piazza[8]
  - 2019: Candidatura Loro di Paolo Sorrentino
- Globo d'oro alla miglior fotografia
  - 1993: Candidatura Morte di un matematico napoletano di Mario Martone
  - 2002: Brucio nel vento di Silvio Soldini
  - 2006: Candidatura Romanzo criminale di Michele Placido
  - 2013: La grande bellezza di Paolo Sorrentino
  - 2014: Candidatura L'intrepido di Gianni Amelio
  - 2018: Candidatura Ella & John - The Leisure Seeker (The Leisure Seeker) di Paolo Virzì
- Mostra internazionale d'arte cinematografica
  - 1998: Premio Osella Così ridevano di Gianni Amelio e L'albero delle pere di Francesca Archibugi
  - 2019: Campari Passion for Film[9]
- Bellaria Film Festival
  - 1996: Miglior contributo tecnico Lo zio di Brooklyn di Ciprì e Maresco
- Bari International Film Festival - Migliore fotografia
  - 2012: Il gioiellino di Andrea Molaioli, This Must be the Place di Paolo Sorrentino e Io sono Li di Andrea Segre
- Busto Arsizio Film Festival - Migliore fotografia
  - 2014: La grande bellezza di Paolo Sorrentino
- Chlotrudis Awards - Migliore fotografia
  - 2014: Candidatura La grande bellezza di Paolo Sorrentino
- European Film Awards - Migliore fotografia
  - 2008: Candidatura Il divo di Paolo Sorrentino
- Premio Flaiano - Migliore fotografia
  - 2002: Brucio nel vento di Silvio Soldini
- Florida Film Critics Circle Awards - Migliore fotografia
  - 2015: Candidatura Youth - La giovinezza (Youth) di Paolo Sorrentino
- Le Giornate della Luce - Migliore fotografia
  - 2015: Il Quarzo di Spilimbergo - Light Award per Youth - La giovinezza (Youth) di Paolo Sorrentino
  - 2015: Il Quarzo dei giovani - Film Commission FVG per Youth - La giovinezza (Youth) di Paolo Sorrentino